# Nelliyalam
Nelliyalam là một thị xã panchayat của quận The Nilgiris thuộc bang Tamil Nadu, Ấn Độ.

## Nhân khẩu
Theo điều tra dân số năm 2001 của Ấn Độ, Nelliyalam có dân số 42.400 người. Phái nam chiếm 50% tổng số dân và phái nữ chiếm 50%. Nelliyalam có tỷ lệ 74% biết đọc biết viết, cao hơn tỷ lệ trung bình toàn quốc là 59,5%: tỷ lệ cho phái nam là 80%, và tỷ lệ cho phái nữ là 67%. Tại Nelliyalam, 13% dân số nhỏ hơn 6 tuổi.